# إيمانويل مولينا
إيمانويل مولينا (بالإسبانية: Emanuel Molina)‏ (4 مارس 1987 في الأرجنتين - ) هو لاعب كرة قدم أرجنتيني في مركز الوسط.

## روابط خارجية
- إيمانويل مولينا على موقع اتحاد تركيا (لاعب) (الإنجليزية)
- إيمانويل مولينا على موقع قاعدة بيانات كرة القدم.إي يو (الإنجليزية)
- إيمانويل مولينا على موقع Soccerway.com (الإنجليزية)